# Czaszyn
Czaszyn (ukr. Чашин) – wieś w Polsce położona w województwie podkarpackim, w powiecie sanockim, w gminie Zagórz. Leży nad rzeką Osława, na granicy turystycznej Pogórza Bukowskiego i Bieszczadów Zachodnich, która przebiega wzdłuż rzeki Osława. Większa część miejscowości leżąca na prawym brzegu Osławy wchodzi w skład Wschodniobeskidzkiego Obszaru Chronionego Krajobrazu.
W latach 1975–1998 miejscowość położona była w województwie krośnieńskim.
Wieś leży przy linii kolejowej nr 107 Nowy Zagórz – Łupków, która poprzez tunel dalej prowadzi na Słowację (dawne Przejście graniczne Łupków-Palota), oraz przy drodze wojewódzkiej nr 892 Zagórz – Komańcza i dalej poprzez Przełęcz Radoszycką do Paloty na Słowacji (dawne przejście graniczne Radoszyce-Palota).

## Części wsi
| SIMC    | Nazwa      | Rodzaj     |
| ------- | ---------- | ---------- |
| 0362602 | Brzozowiec | przysiółek |

## Ulice

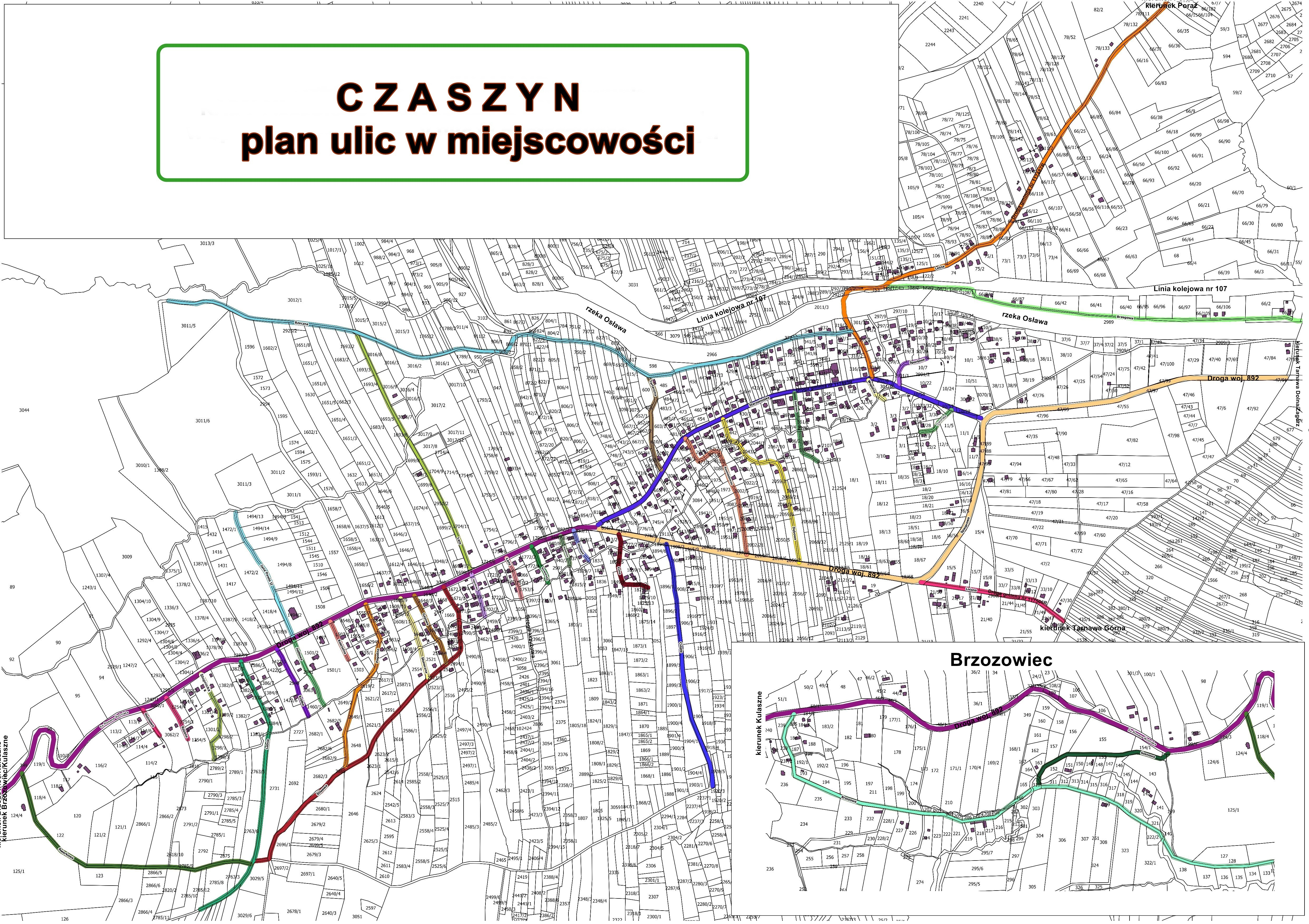
Mapa Czaszyna z ulicami

21 września 2020 Rada Miejska w Zagórzu uchwałą nr XXIV/171/2020 nadała ulice w sołectwie Czaszyn. Łącznie było to 37 ulic. Uchwała została opublikowana w Dzienniku Urzędowym Województwa Podkarpackiego dnia 20 października 2020 pod pozycją nr 3939 a weszła w życie dnia 4 listopada 2020 roku.

## Zarys historyczny

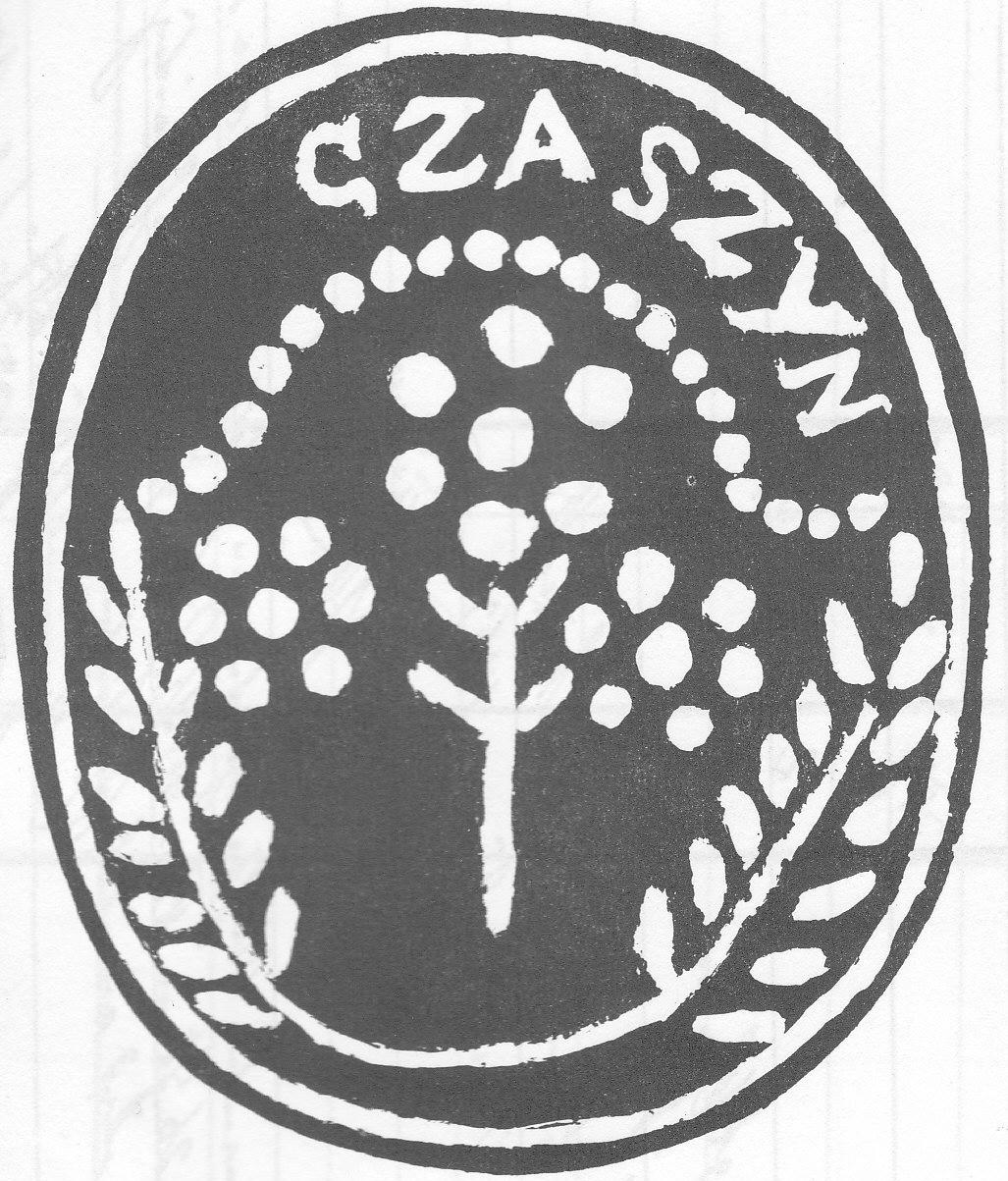
Dawna pieczęć i herb Czaszyna

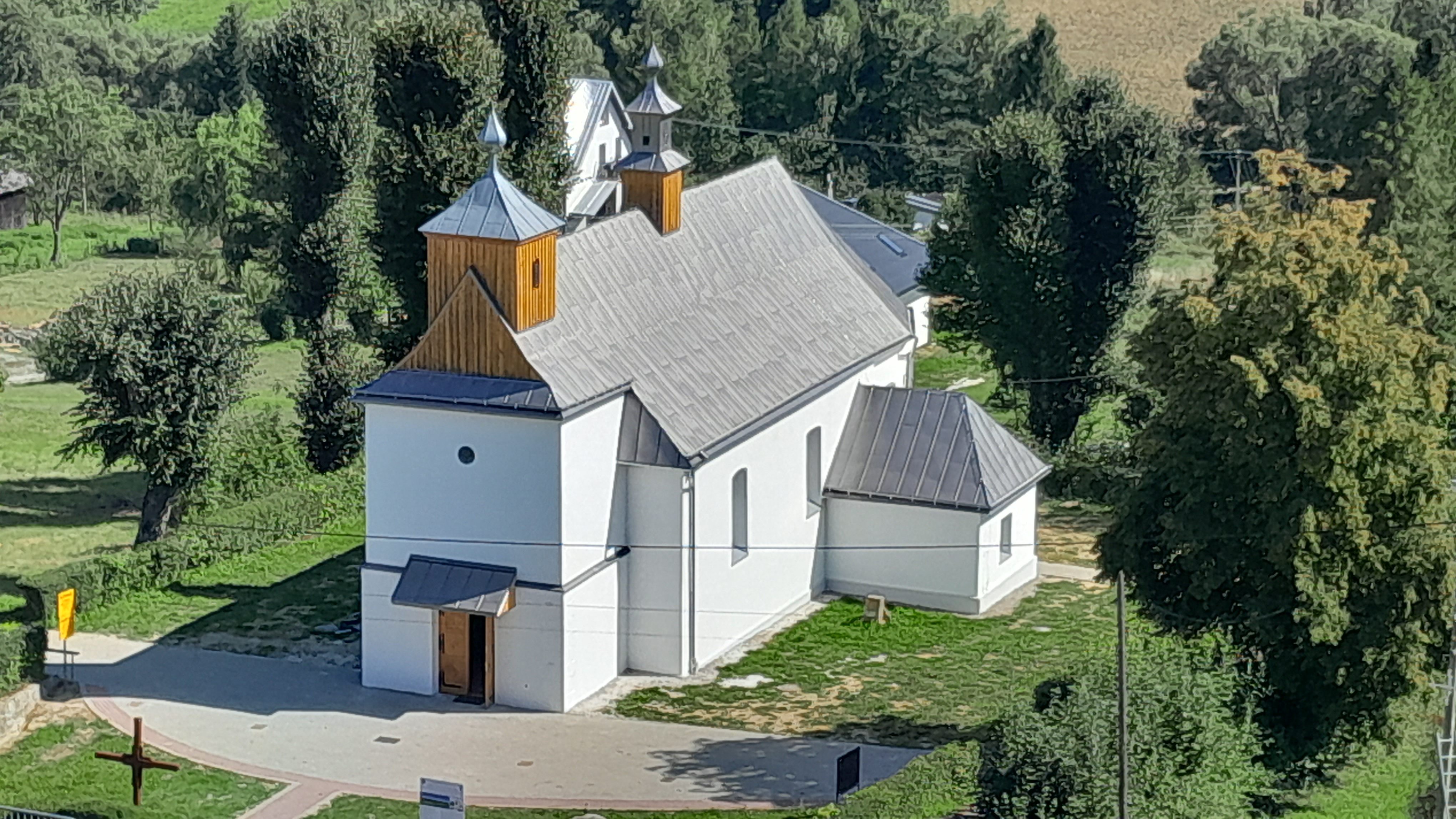
Zabytkowa cerkiew

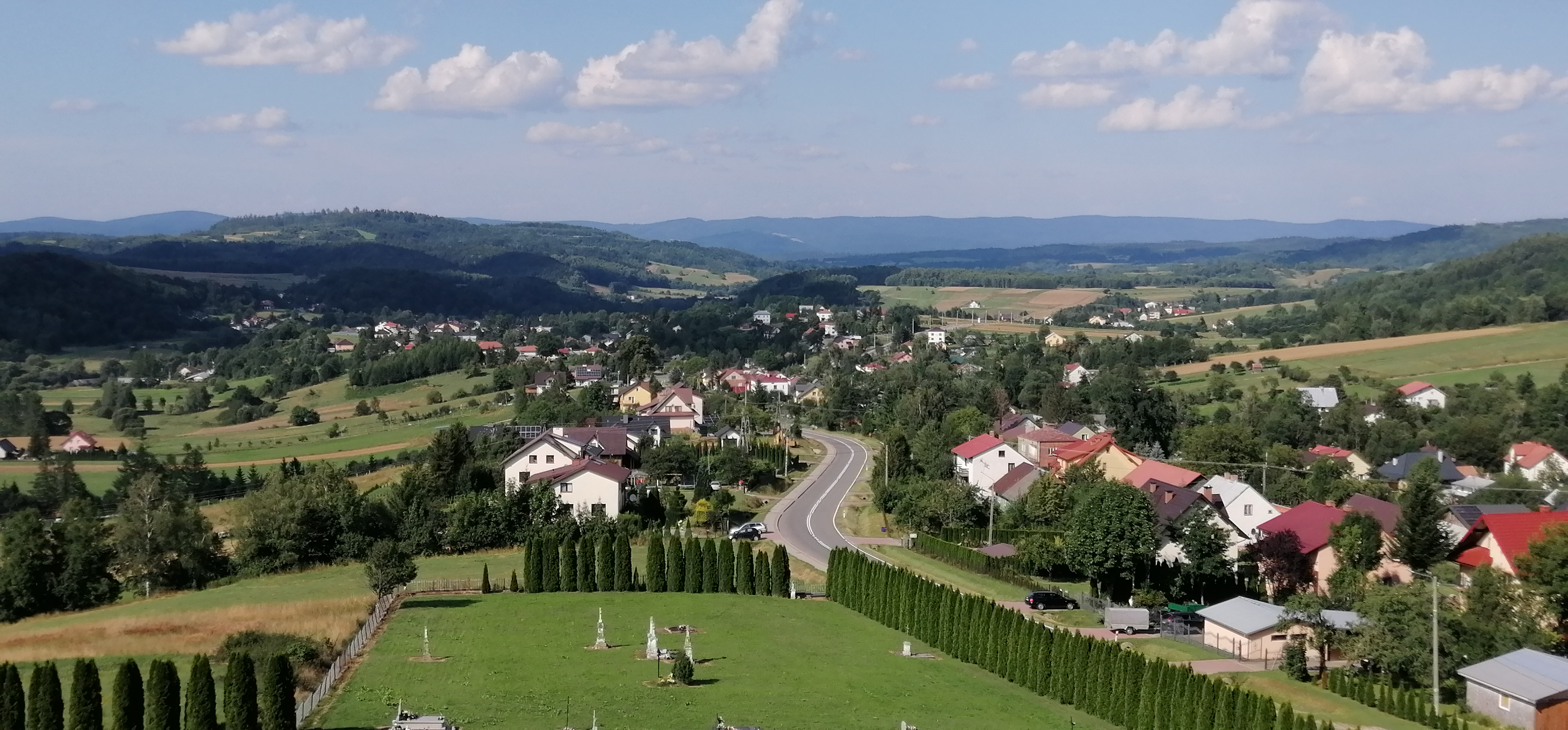
Widok na Czaszyn z wieży kościoła

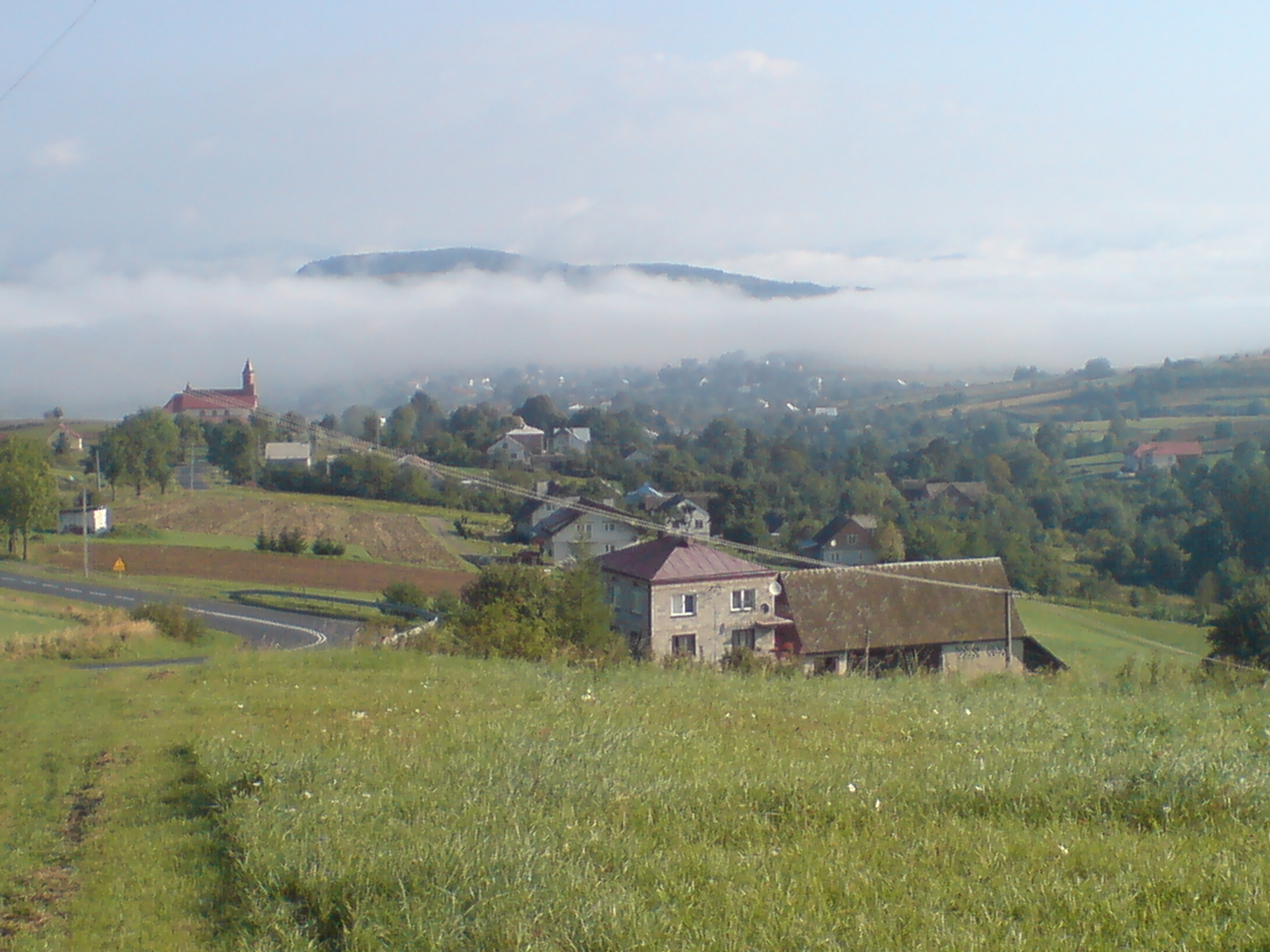
Czaszyn we mgle. Inwersja temperatury

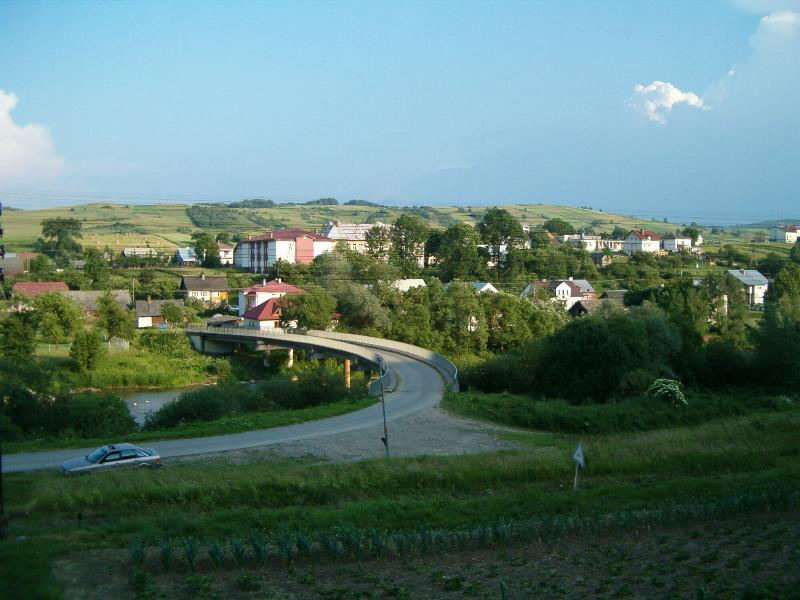
Widok od stacji PKP

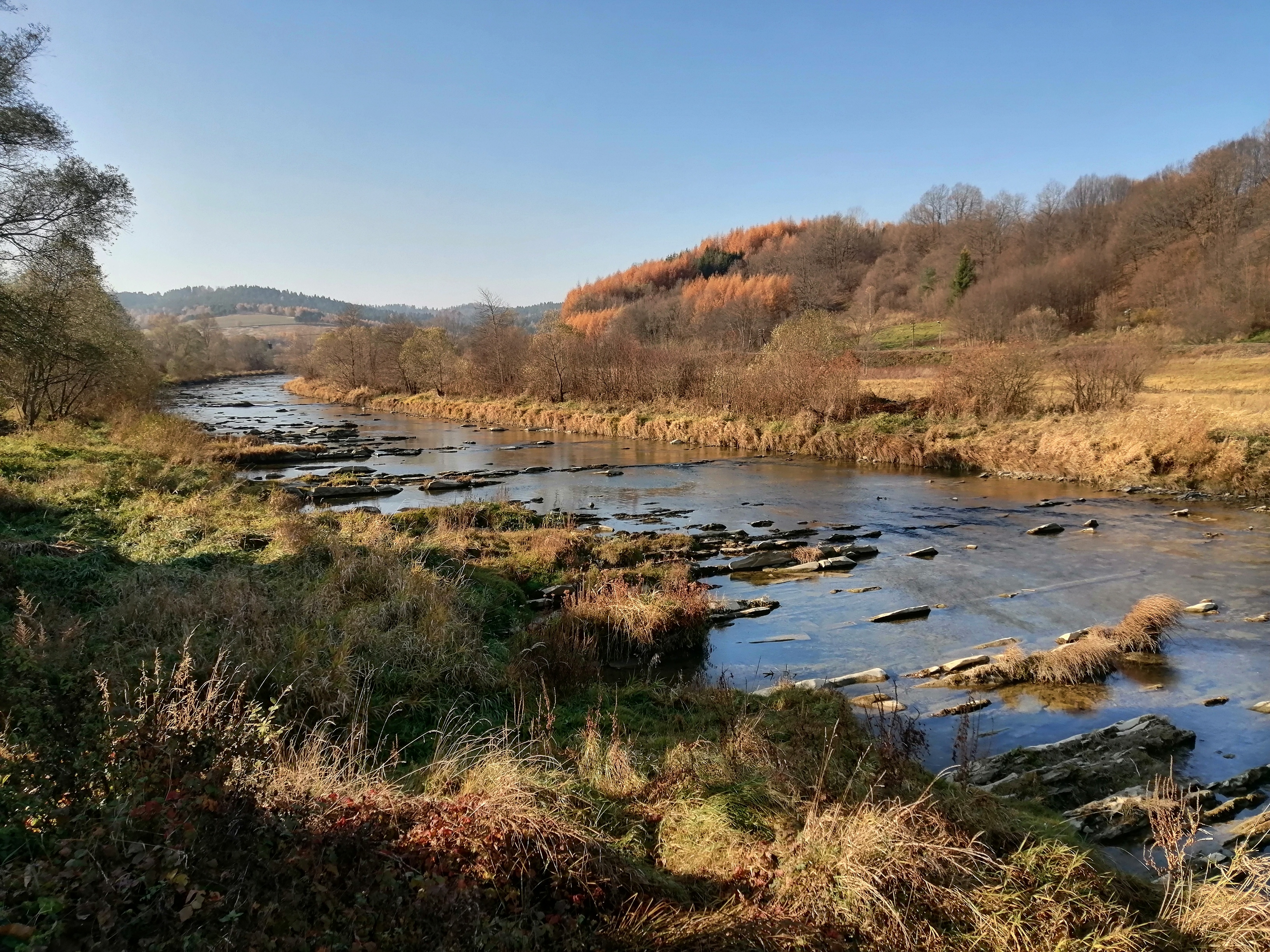
Rzeka Osława w Czaszynie

Pierwsze wzmianki o miejscowości pochodzą z XV wieku. Z 17 czerwca 1424 pochodzi zapis aktu sprzedaży Czaszyna. Szlachetny Iwanko z Czaszyna sprzedał swoją ojcowiznę za 500 marek Mikołajowi i Steczkowi – braciom z Tarnawy. W dokumencie Czaszyn nazywa się Czosnia zaś Iwanko Czaszinsky, a w innym Czaszynsky. W dokumencie pojawia się również Wojciech Czaszinsky, który pełnił funkcję asesora sądu ziemskiego w Sanoku. W wielu dokumentach z lat 1437–1439 spotyka się nazwisko Stefana Dambsky z Czaszyna, piastującego stanowisko asesora sądu grodzkiego i ziemskiego. W 1449 r. Jan Steczkowicz z Tarnawy zapisał część ze swych dóbr w wysokości 300 grzywien swojej żonie Zofii we wsiach Czaszyn, Tarnawa, Poraż, Osława, Zagórz, Wielopole, Łukowe i Serednie (obecnie Średnie Wielkie). Z dokumentu z 1468 r. można dowiedzieć się o przeprowadzeniu granicy między Porażem, Czaszynem i Morochowem. Najważniejszym zabytkiem Czaszyna jest kościół parafialny z 1761 r. wzmiankowany jako cerkiew greckokatolicka pod wezwaniem św. Mikołaja. Obecny murowany obiekt sakralny został wzniesiony w 1835 r. a gruntownie remontowany w latach 1954–1969. W połowie XIX wieku właścicielką posiadłości tabularnej w Czaszynie była Apolonia Łepkowska. W drugiej połowie XIX wieku właścicielem Czaszyna był Rafał Łepkowski.
Tuż za Czaszynem w kierunku Komańczy, znajduje się przysiółek Czaszyna, dziś nazywany Brzozowiec, a znany już w 1487 r. pod nazwą Czaszyńska Wola.
W II Rzeczypospolitej wieś w powiecie leskim województwa lwowskiego. W latach 1944–1946 nacjonaliści ukraińscy z OUN-UPA zamordowali tutaj 20 Polaków, paląc i grabiąc ich gospodarstwa. Spalili także Dom Ludowy i szkołę.
13 września 1944 wieś została zajęta przez wojska sowieckie.
28 lipca 2024 roku w miejscowości odbyła się uroczystość upamiętniająca 600-lecie istnienia miejscowości Czaszyn. Po uroczystej mszy świętej nastąpiło odsłonięcie tablicy pamiątkowej na budynku OSP Czaszyn oraz odbyła się impreza artystyczna na miejscowym stadionie.

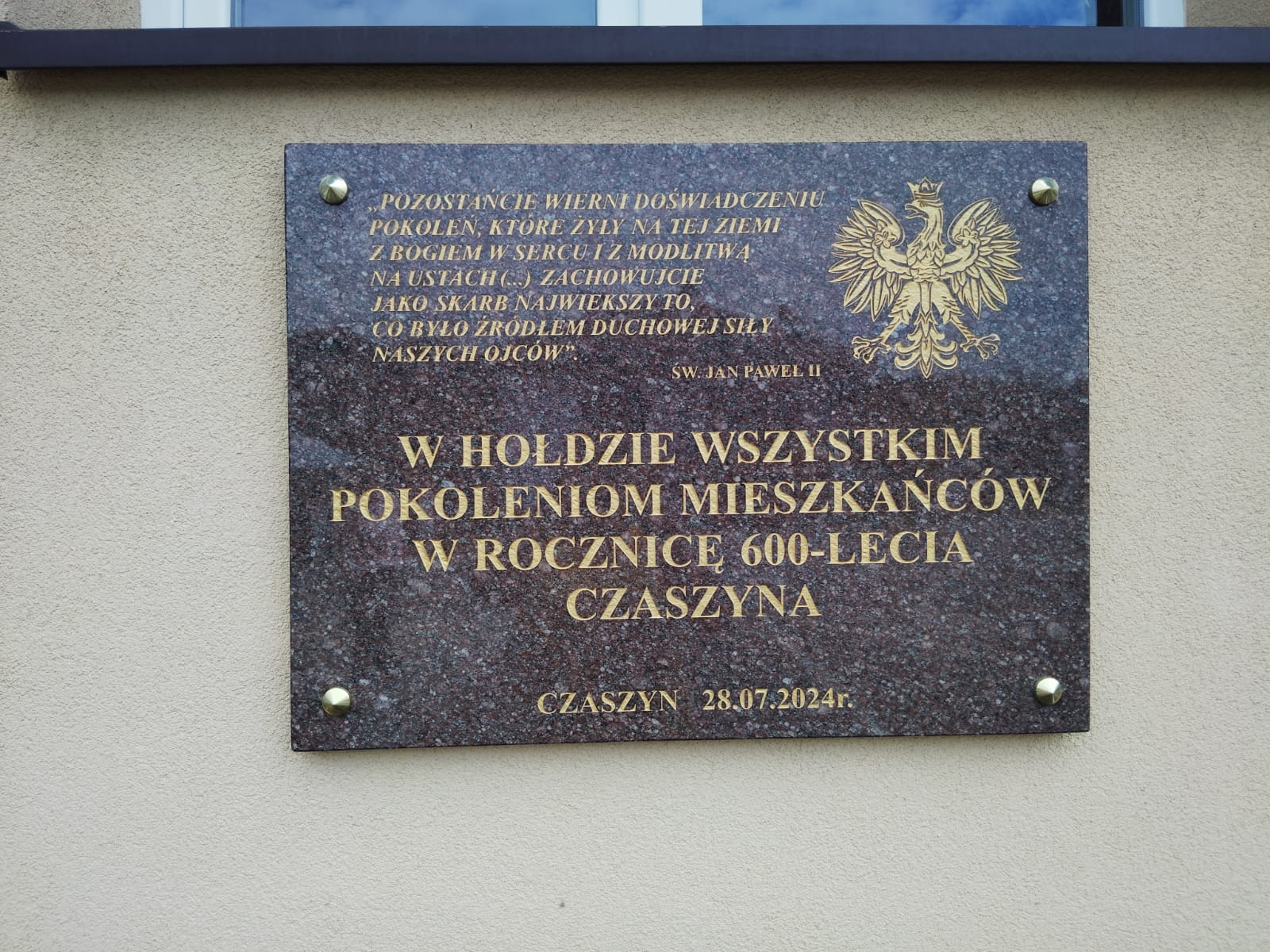
Tablica pamiątkowa na 600-lecie Czaszyna

## Parafia

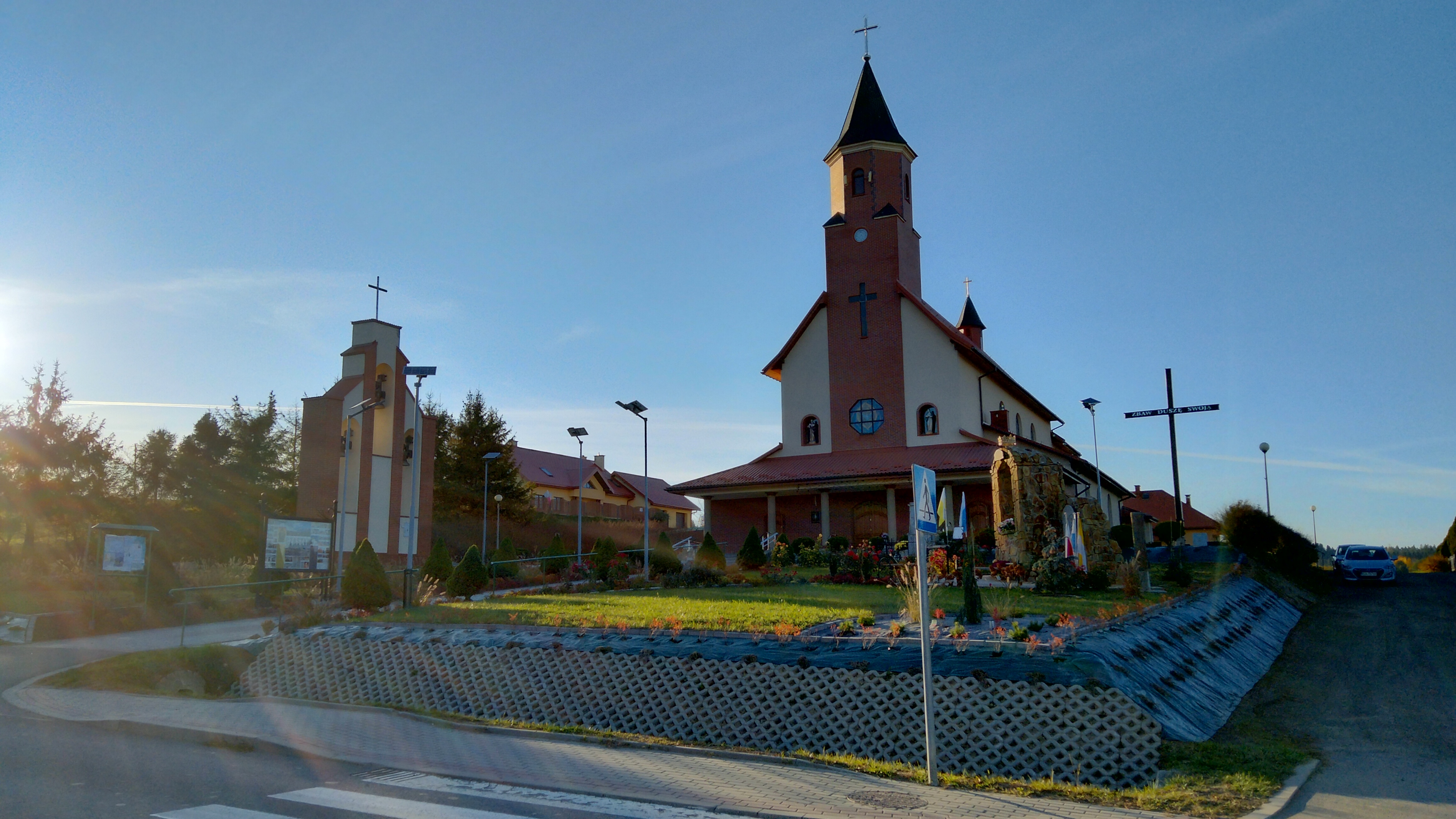
Kościół parafialny Podwyższenia Krzyża Świętego

Parafia Podwyższenia Krzyża Świętego w Czaszynie jest samodzielną parafią od roku 1952. Wcześniej wieś należała do rzymskokatolickiej parafii Matki Boskiej Gromnicznej w Porażu. Na początku XXI w. parafia wybudowała nowy kościół parafialny, który został konsekrowany 18 września 2011 r. przez Biskupa Józefa Michalika. W sąsiedztwie (po drugiej stronie drogi) stoi stary kościół parafialny pw. Podwyższenia Krzyża Świętego, po II wojnie światowej adaptowany z dawnej cerkwi greckokatolickiej z 1835 roku.

## Mieszkańcy
Nazwiska mieszkańców (w XIX wieku): Bednarz, Bosy, Wójt, Galicz, Giba, Hliwiatczyn, Dziedzic, Duda, Kowal, Kudla, Kuryca, Malowany, Maruszczak, Mielnik, Miszczyszyn, Mudry, Owsianik, Ostach, Ostrowski, Pawilszyn, Płaksa, Romanisko, Sałak, Sierak, Sowa, Fal, Chomka, Szpak.

## Ochotnicza Straż Pożarna

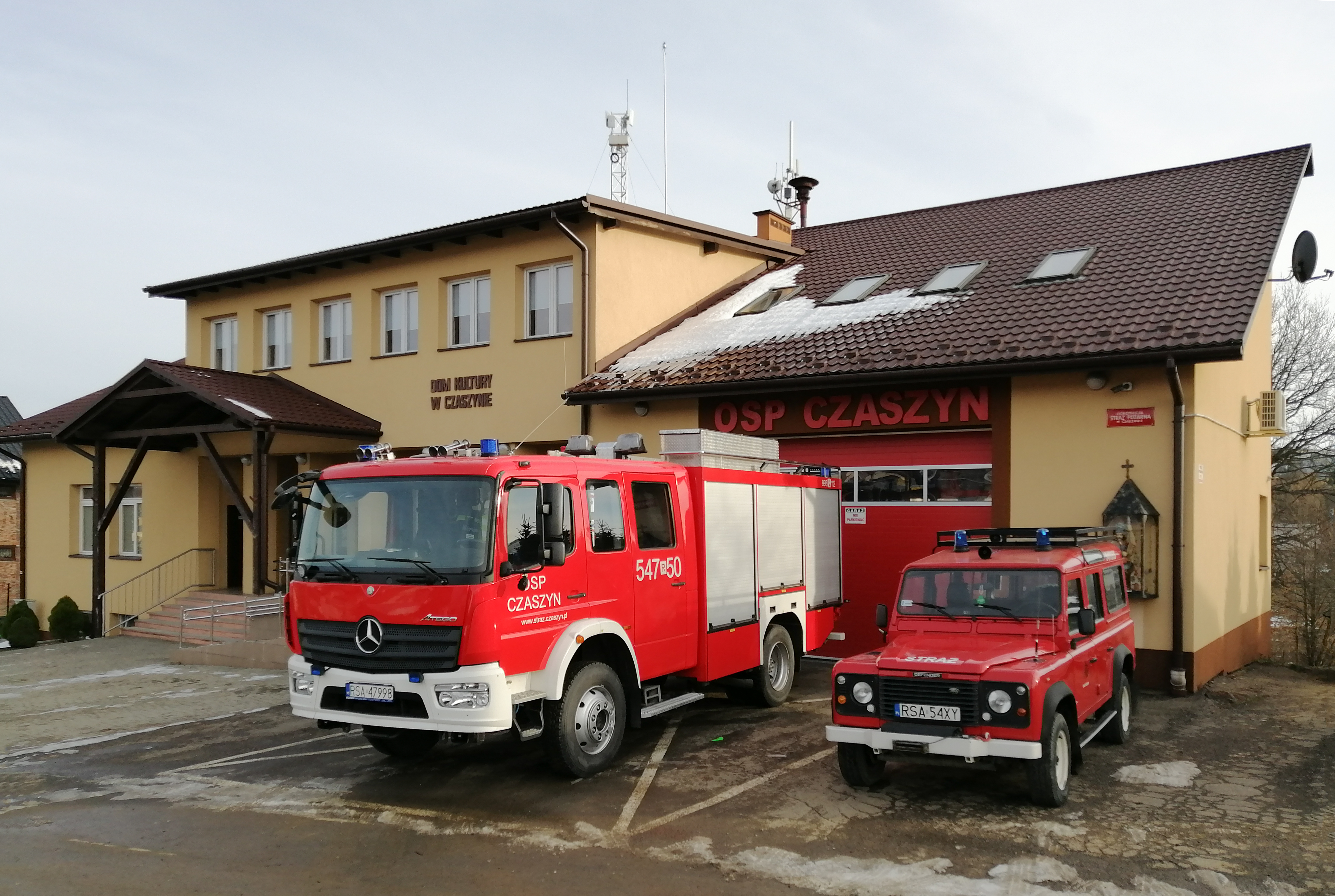
Remiza OSP Czaszyn i samochody bojowe – 2020 rok

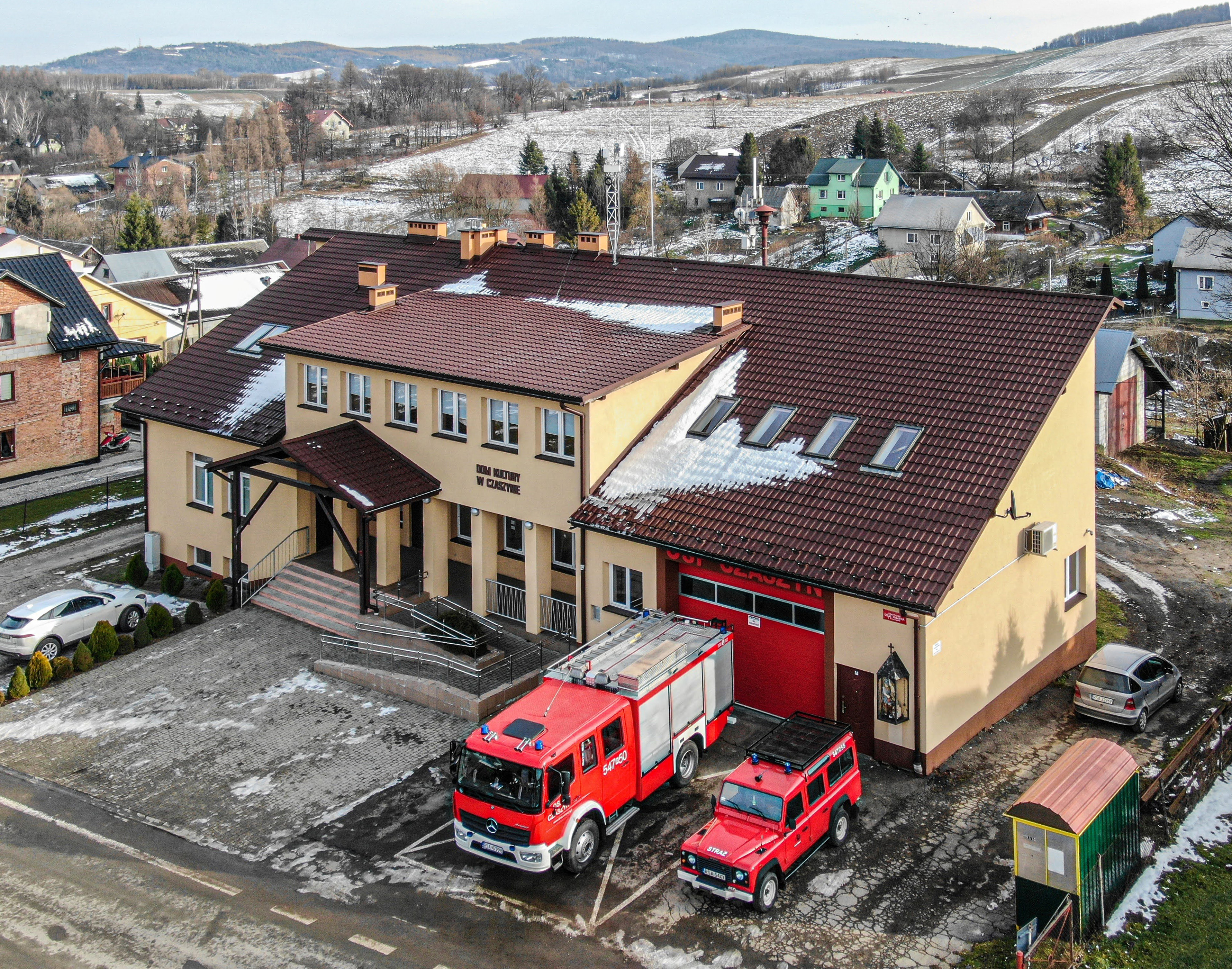
Remiza OSP Czaszyn

Ochotnicza Straż Pożarna w Czaszynie została założona w 1933 r. przez Tomasza Kuzio i Karola Błażowskiego. Liczy 38 członków czynnych, 22 honorowych i 12 chłopców z Młodzieżowej Drużyny Pożarniczej (MDP). Jednostka ma strażnicę, samochód gaśniczy Mercedes Atego (od 24 października 2019, zastąpił Stara 200), samochód Land Rover Defender 110, 2 motopompy, piłę motorową, 2 agregaty prądotwórcze oraz standardowe wyposażenie i umundurowanie.
Od 1967 r. w OSP Czaszyn prowadzona jest kronika historyczna, a od 1980 r. również kronika fotograficzna i video. Jednostka ma wiele sukcesów na zawodach gminnych i powiatowych oraz również indywidualnie na szczeblu wojewódzkim w konkursie wiedzy pożarniczej.
24 sierpnia 2008 jednostka obchodziła jubileusz 75-lecia istnienia i otrzymała nowy sztandar. Prezydium Zarządu Głównego Związku Ochotniczych Straży Pożarnych nadało jednostce „Złoty Znak Związku” za zasługi dla pożarnictwa. W trakcie uroczystości uhonorowano tym medalem nowy sztandar OSP Czaszyn.
Od 11 listopada 2022 roku jednostka OSP Czaszyn została włączona do Krajowego Systemu Ratowniczo Gaśniczego (KSRG).

## Klub Sportowy LKS Czaszyn
Ludowy Klub Sportowy Czaszyn powstał wiosną 1948 r. jednak prace przy budowie stadionu rozpoczęto już w 1945 r. W 1954 r. zgłoszono do rozgrywek drużynę piłki nożnej w klasie „C” OZPN Krosno. Najaktywniejsi działacze sportowi Czaszyna to m.in.: Zygmunt Gocek, Jan Giba, Stanisław Stefanowski, Aleksander Gocek, Julian Kuzio, Henryk Kuzio, Antoni Osenkowski, Franciszek Kita, Krzysztof Gocek, Grzegorz Czepiel, Józef Łukowski, Jan Baraniewicz, Józef Kosz, Józef Dygoń. Na czele klubu stoją: Jarosław Kulig i Andrzej Łukowski. Trenerem drużyny jest Bartosz Adamski. LKS Czaszyn obecnie gra w klasie B, grupa Krosno I.

## Szkolnictwo

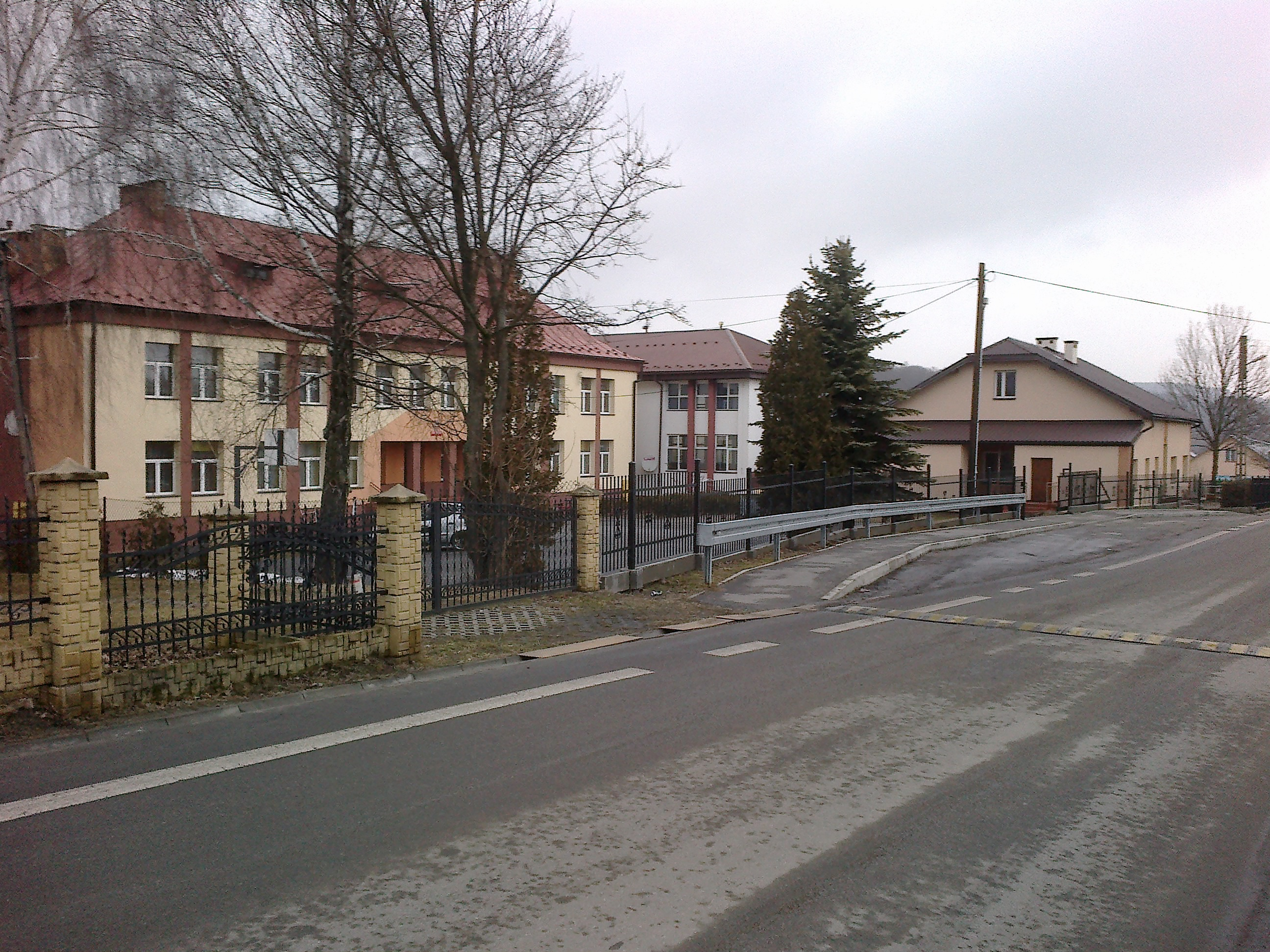
Szkoła w Czaszynie

W Czaszynie powstała pierwsza szkoła, zorganizowana jako samodzielna jednostka w 1876 r. w budynku położonym niedaleko karczmy u prywatnego właściciela o ksywce „Pisarz”. W owym czasie nauka w szkole była płatna. Kolejna szkoła została wybudowana w górnej części wsi obok cerkwi w 1885 r. W 1906 r. wybudowana szkołę murowaną w górnej części wsi. Szkoła była dwuizbowa, kiedy ten budynek okazał się za mały w 1913 r. przemianowano czytelnię Kółka Rolniczego na pierwszą szkołę polską. Nowy budynek szkoły powstał w 1934 r. – murowany, kryty blachą z dwiema dużymi salami lekcyjnymi. W czasie okupacji hitlerowskiej do szkoły w Czaszynie uczęszczało 57 uczniów, których nauczał 1 nauczyciel. Obecny budynek szkoły – ośmioklasowy został oddany do użytku w styczniu 1961 r. W 2000 r. oddano do użytku nowoczesną halę sportową najnowocześniejszą w gminie Zagórz. 12 lipca 2023 roku Rada Miejska w Zagórzu podjęła uchwałę nr LII/408/2023 czym nadała szkole podstawowej w Czaszynie imię Ignacego Łukasiewicza.

## Miejscowości partnerskie
- Ňagov – wieś na Słowacji, Okres Medzilaborce[29].

## Panoramy Czaszyna

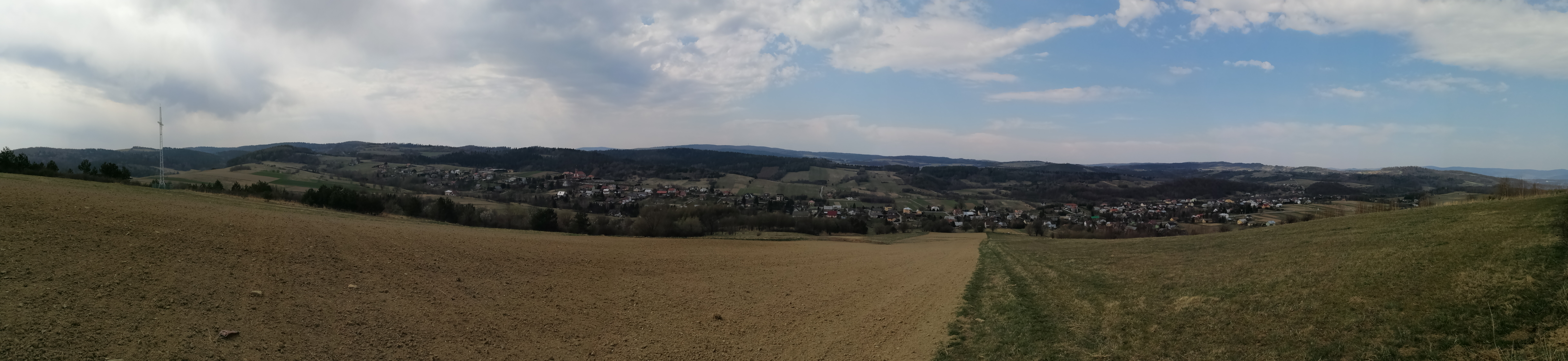
Panorama górnej części Czaszyna

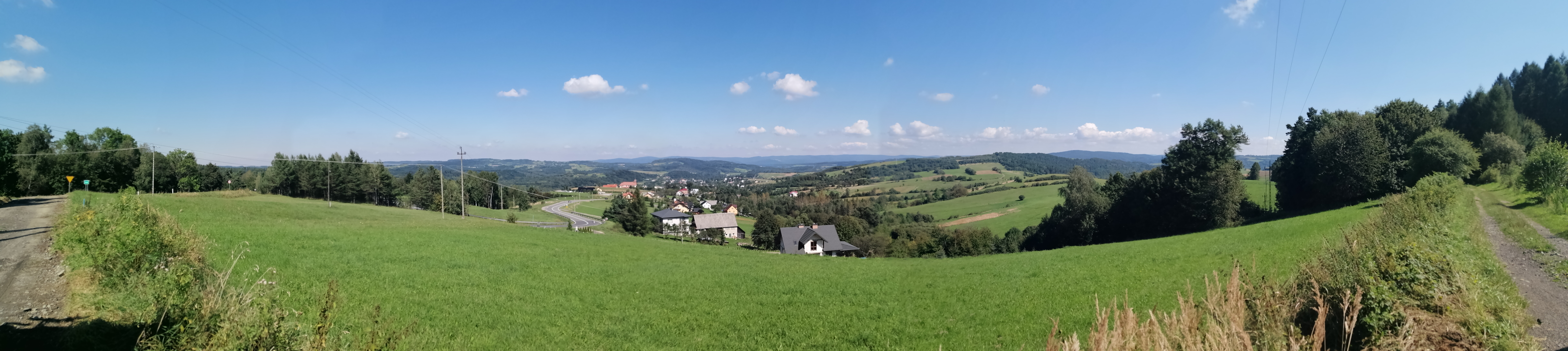
Panorama Czaszyna od południa

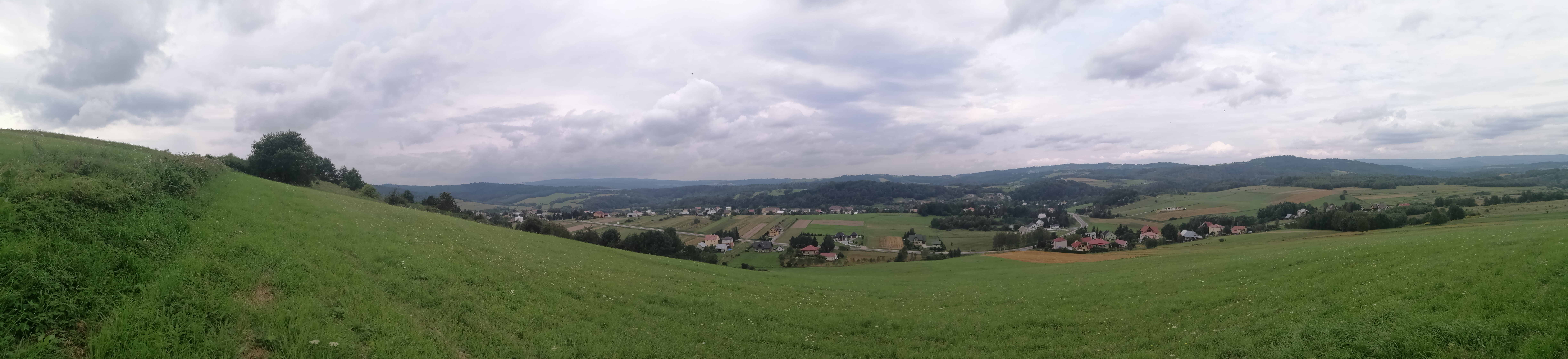
Panorama dolnej części Czaszyna

- Panoramy przedstawiają wieś Czaszyn, wykonane z Brzozowca (2) oraz z góry „Dział” (1 i 3).